# 世田谷区立弦巻中学校
世田谷区立弦巻中学校（せたがやくりつつるまきちゅうがっこう）は、東京都世田谷区にある公立中学校。
2007年度まで学区内にある全寮制柔道私塾講道学舎に通う塾生が入学していたため、柔道の強豪中学校として知られる。
心身障害学級を持つ。

## 沿革
1955年（昭和30年）4月1日　開校

## 卒業生
- 伊藤匠 - 将棋棋士
- 松雪博 - 柔道家
- 持田治也 - 柔道家
- 古賀元博 - 柔道家
- 古賀稔彦 - 柔道家
- 石田輝也 - 柔道家
- 吉田秀彦 - 柔道家
- 秀島大介 - 柔道家
- 松本昌広 - 柔道家
- 阿武貴宏 - 柔道家
- 鉄谷竜三 - 柔道家
- 瀧本誠 - 柔道家
- 小嶋新太 - 柔道家
- 竹下忠良 - 柔道家
- 棟田康幸 - 柔道家
- 泉浩 - 柔道家
- 澤田敦士 - 柔道家 プロレスラー
- 海老沼聖 - 柔道家
- 海老沼匡 - 柔道家
- 大野将平 - 柔道家
- 西山祐貴 - 柔道家
- 片岡仁 - 柔道家
- 金庚徳（吉川庚一） - 元プロスキーヤー、MC
- 宮園泰人 - キックボクサー
- 権田修一 - プロサッカー選手（Jリーガー）
- 三田啓貴 - プロサッカー選手（Jリーガー）